# Éparchie Saint-Nicolas de Ruski Krstur des Byzantins
Pour les articles homonymes, voir éparchie Saint-Nicolas.
L'éparchie Saint-Nicolas de Ruski Krstur des Byzantins est une juridiction de l'Église catholique pour les fidèles de l'Église grecque-catholique croate vivant en Serbie.

## Histoire
L'exarchat apostolique de Serbie et Monténégro est créée par Jean-Paul II le 28 août 2003 par détachement du diocèse de Križevci, jusqu'alors unique juridiction de l'Église grecque-catholique croate. Le 19 janvier 2013 il est renommé en exarchat apostolique de Serbie et le 6 décembre 2018 François l'érige en éparchie sous le vocable de saint Nicolas de Ruski Krstur des Byzantins.

## Organisation
En 2018, l'éparchie compte compte 21 paroisses et environ 21 850 fidèles.
Le siège de l'éparchie se trouve en la cathédrale Saint-Nicolas de Ruski Krstur, localité de la province autonome de Voïvodine habitée en majorité de Ruthènes.

## Liste des ordinaires

### Est exarque apostolique
- 28 août 2003 - 6 décembre 2018 : Đura Džudžar

### Est éparque
- depuis le 6 décembre 2018 : Đura Džudžar